# Corrado I di Baviera
Corrado I, chiamato anche Cuno o Kuno, (circa 1020 – Ungheria, 5 dicembre 1055) fu conte di Zutphen dal 1033 al 1042 e duca di Baviera dal 2 febbraio 1049 al 1055.

## Biografia
Membro della dinastia degli Azzoni, i suoi genitori erano Liudolfo, conte di Zutphen, primogenito di Azzo, conte palatino di Lotaringia, e Matilde di Hammerstein: per questo, a volte viene chiamato Corrado di Zutphen. 
Nel 1042, Gothelo I di Lorena, duca della Bassa Lotaringia, rivendicò la contea di Hamaland quando la sorella della contessa Ermengarda, vedova di Ottone I di Hammerstein, era morta. L'imperatore Enrico III prese allora la contea di Zutphen da Corrado nel 1042. Nel 1046, Goffredo il Barbuto, duca di Bassa Lotaringia, figlio e successore di Gothelo, si rivoltò contro l'imperatore. Enrico III allora sequestrò il suo dominio, e donò la contea di Zutphen a Gottschalk di Twente, sposato con una sorella di Corrado. 
Dopo diciotto mesi di vacanza dalla morte di Enrico VII, il ducato di Baviera fu affidato a Cuno il 2 febbraio 1049 dall'imperatore Enrico III. Cuno era all'epoca il possibile successore imperiale essendo Enrico III senza figli: già suo nonno era stato un importante attore nella politica imperiale, essendo questo nipote da padre di madre di Ottone II e già durante la successione di Ottone III e poi di Enrico II fu un candidato di prima scelta per la loro successione. Alla morte del nonno Azzo, il titolo di conte palatino di Lotaringia passò al figlio minore Ottone II, zio di Corrado, essendo Liudolfo, padre di Corrado, già morto.  
La nobiltà bavarese avrebbe preferito altre persone a reggere il ducato e, nel tentativo di aumentare il suo potere in Baviera, si scontrò con Gebeardo III, vescovo di Ratisbona e zio dell'imperatore. Enrico III con questa mossa volle avvicinare maggiormente la famiglia degli Azzoni alla corona, ma Corrado disattese le aspettative imperiali sposandosi contro la volontà dell'imperatore Giuditta di Schweinfurt, figlia di Ottone III, duca di Svevia, e Immila di Torino. Il matrimonio attivamente contrastato da Enrico III e scatenò in questo modo una rivolta guidata da Corrado. Secondo Ian Stuart Robinson, invece, sposò una sorella de re d'Ungheria Andrea I, divenendo quindi fautore della pace verso questo regno, in contrasto con Gebeardo III, che invece voleva la guerra.  
Venne convocato a un tribunale a Merseburg e lì, nel Natale del 1052, venne deposto. Venne sostituito all'inizio dell'anno successivo dal figlio neonato di Enrico III, Enrico, nato nella inaspettatamente, inficiando così la posizione di Corrado di presunto erede. Cuno tornò in Baviera e si ribellò assieme a Guelfo IV di Carinzia e Andrea I d'Ungheria. Guelfo nel 1055 abbandonò la sua causa, morendo poi nello stesso anno, e Enrico III riuscì a sequestrare il ducato di Baviera; Corrado morì infine in esilio in Ungheria nello stesso anno, dopo aver tentato di assassinare l'imperatore e impadronirsi del suo trono: il progetto cadde alla morte di Corrado (che avrebbe dovuto essere elevato a re) e di Guelfo, il quale, sul letto di morte, confessò tutto all'imperatore e gli chiese perdono. Non ebbe figli. Fu sepolto a nella chiesa di Santa Maria ad Gradus a Colonia nel 1063. 
La sua enumerazione è un po' confusa: a volte non è considerato un Corrado, quindi Corrado II il Bambino è numerato certe volte come Corrado I.